# Durham (Connecticut)
Pour les articles homonymes, voir Durham.
Durham est une ville américaine du comté de Middlesex au Connecticut.
Fondée en 1699[réf. nécessaire], Durham devient une municipalité en 1708. Elle doit probablement son nom au général James Wadsworth, dont la famille est originaire de Durham en Angleterre. Elle a abrité l'une des premières bibliothèques des États-Unis dès 1733.

## Démographie
Selon le recensement de 2010, Durham compte 7 388 habitants. La municipalité s'étend sur 23,81 milles carrés (61,67 km2), dont 0,15 milles carrés (0,39 km2) d'étendues d'eau.
| 1790  | 1800  | 1810  | 1820  | 1830  | 1840  |
| ----- | ----- | ----- | ----- | ----- | ----- |
| 1 079 | 1 029 | 1 101 | 1 210 | 1 116 | 1 095 |

| 1850  | 1860  | 1870  | 1880 | 1890 | 1900 |
| ----- | ----- | ----- | ---- | ---- | ---- |
| 1 026 | 1 130 | 1 086 | 990  | 856  | 884  |

| 1910 | 1920 | 1930  | 1940  | 1950  | 1960  |
| ---- | ---- | ----- | ----- | ----- | ----- |
| 997  | 959  | 1 044 | 1 098 | 1 804 | 3 096 |

| 1970  | 1980  | 1990  | 2000  | 2010  | - |
| ----- | ----- | ----- | ----- | ----- | - |
| 4 489 | 5 143 | 5 732 | 6 627 | 7 388 | - |